# سیارک ۲۴۷۸
سیارک ۲۴۷۸ (به انگلیسی: 2478 Tokai، نامگذاری:1981JC) دو هزار و چهارصد و هفتاد و هشتمین سیارک کشف شده‌است که در ۴ مه ۱۹۸۱ کشف شد.
قدر مطلق سیارک برابر ۱۲٫۸۰ است.